# Titularbistum Carinola
Carinola ist seit 1969 ein Titularbistum der römisch-katholischen Kirche.
Die aus der antiken Diözese Forum Popili hervorgegangene Diözese, deren Bischöfe seit dem Ende des 11. Jahrhunderts nachweisbar sind, und das 1818 aufgehoben und mit dem Bistum Sessa Aurunca vereinigt wurde, lag in der Provinz Caserta in Italien. Die heutige Kleinstadt Carinola liegt ca. 45 km nordwestlich von Neapel.
| Titularerzbischöfe von Carinola |                                    |                                         |                   |                |
| Nr.                             | Name                               | Amt                                     | von               | bis            |
| 1                               | Amado Paulino y Hernandez          | Weihbischof in Manila (Philippinen)     | 25. Februar 1969  | 9. März 1985   |
| 2                               | Frederick Bernard Henry            | Weihbischof in London (Ontario/ Kanada) | 18. April 1986    | 24. März 1995  |
| 3                               | Manfred Melzer                     | Weihbischof in Köln (Deutschland)       | 9. Juni 1995      | 9. August 2018 |
| 4                               | Carlos Enrique Curiel Herrera SchP | Weihbischof in Cochabamba (Bolivien)    | 27. Dezember 2018 | 30. März 2021  |
| 5                               | Anthony John Ireland               | Weihbischof in Melbourne (Australien)   | 14. Mai 2021      | 20. Juni 2025  |